# Now This Is Music 7
Now This Is Music 7 is een verzamelalbum uit de Now This Is Music serie uitgebracht in 1987 met hits van dat moment.
Het was het zevende deel uit een serie van elf, die van 1984 tot 1989 liep en de Nederlandse tegenhanger was van het Engelse "Now That's What I Call Music".
Het album kwam in de albumlijst van de Nederlandse top 40 binnen op 17 oktober 1987, bereikte de 7e plaats en bleef 15 weken in de lijst.

## Tracklist
kant A
1. Whitney Houston - I Wanna Dance with Somebody (Who Loves Me)
2. Living In A Box - Living in a Box
3. Dennis Edwards & Siedah Garrett - Don't Look Any Further
4. Crowded House - Don't Dream It's Over
5. Stock, Aitken & Waterman - Roadblock
6. Mixed Emotions - You Want Love (Maria, Maria...)
7. Lionel Richie - Se La

kant B
1. U2 - With or Without You
2. Bruce Willis & Temptations - Under the Boardwalk
3. Heart - Alone
4. Labi Siffre - So Strong
5. UB40 - Watchdogs
6. Little Steven - Bitter Fruit
7. Tina Charles - I Love to Love (remix)

kant C
1. Rick Astley - Never Gonna Give You Up
2. Will Powers - Kissing With Confidence
3. Art Of Noise - Moments in Love
4. Billy Idol - Sweet Sixteen
5. Julien Clerc - Helene
6. Mel & Kim  - Respectable
7. Five Star  - Whenever You're Ready

kant D
1. David Bowie - Day-In Day-Out
2. Wax - Bridge to Your Heart
3. William Pitt - City Lights
4. Grace Jones - Victor Should Have Been a Jazz Musician
5. Kenny G - Songbird
6. Boy George - Sold
7. Wendy & Lisa  - Waterfall